# پادار (داغستان)
پادار (به لاتین: Padar) یک منطقهٔ مسکونی در روسیه است که در داغستان واقع شده‌است.